# 40 Jahre (Böhse-Onkelz-Album)
40 Jahre ist ein Boxset der deutschen Rockband Böhse Onkelz. Es erschien am 28. Dezember 2020 als Vinyl-Version mit 38 LPs, die auf vier Bücher verteilt sind. Die LP-Version ist auf 1500 Einheiten limitiert. Am 22. April 2022 wurde eine CD-Version mit 25 CDs veröffentlicht, die auf 5000 Stück limitiert ist. Diese enthält eine Zusatz-CD mit dem Titel Lost Songs, die bei der Vinylversion vergessen wurde.

## Hintergrund
Die Box erschien anlässlich des 40-jährigen Jubiläums der Böhsen Onkelz 2020 als LP-Version. Sie enthält alle Studioalben der Band und unter dem Namen Kuriositäten außerdem Neuaufnahmen der Alben Onkelz wie wir … und Kneipenterroristen, das Album 35 Jahre Böhse Onkelz – Symphonien und Sonaten mit klassischen Versionen ausgewählter Lieder, eine Sammlung von Remixen des Best-of-Albums Gehasst, verdammt, vergöttert … die letzten Jahre, eine Sammlung von Demotiteln sowie diverse Fundstücke. Die CD-Version beinhaltet außerdem eine Zusatz-CD mit sieben Songs, die bei der Vinylversion vergessen wurden.

## Erfolg
Die CD-Komplettbox erreichte in der Veröffentlichungswoche Platz 16 der deutschen Albumcharts und stieg in der Folgewoche bis auf Rang zwei, bevor sie die Top 100 verließ.

## Titellisten

### 1984–1992

#### Der nette Mann von nebenan
Das Debütalbum Der nette Mann von 1984 ist weiterhin indiziert. Dementsprechend nicht enthalten sind die Lieder Frankreich ’84, Fußball + Gewalt und Dr. Martens Beat, die weiterhin vom Indizierungsbescheid der ehemaligen Bundesprüfstelle für jugendgefährdende Medien (BPjM, heute Bundeszentrale für Kinder- und Jugendmedienschutz) betroffen sind. Die Lieder Der nette Mann und Mädchen wurden jedoch im Dezember 2019 wieder freigegeben.
| #  | Titel                | Länge |
| -- | -------------------- | ----- |
| 1  | Der nette Mann       | 2:55  |
| 2  | Deutschland          | 3:09  |
| 3  | Singen und Tanzen    | 2:34  |
| 4  | Mädchen              | 2:22  |
| 5  | Tanz auf deinem Grab | 2:14  |
| 6  | Vereint              | 3:01  |
| 7  | Freibier             | 3:27  |
| 8  | Stolz                | 2:34  |
| 9  | Freitag Nacht        | 2:23  |
| 10 | Böhse Onkelz         | 2:35  |
| 11 | Alkohol              | 2:22  |

#### Böse Menschen – Böse Lieder
| #  | Titel                            | Länge |
| -- | -------------------------------- | ----- |
| 1  | Heute trinken wir richtig        | 4:52  |
| 2  | Das Signum des Verrats           | 4:47  |
| 3  | Stunde des Siegers               | 4:59  |
| 4  | Was kann ich denn dafür...       | 2:39  |
| 5  | Ein Mensch wie du und ich        | 1:49  |
| 6  | Keiner wusste wie’s geschah      | 4:55  |
| 7  | Hässlich, brutal und gewalttätig | 3:08  |
| 8  | Nennt mich Gott                  | 4:13  |
| 9  | 7 Tage ohne Sünde                | 2:57  |
| 10 | Hass                             | 3:17  |

#### Onkelz wie wir …
| #  | Titel             | Länge |
| -- | ----------------- | ----- |
| 1  | Onkelz wie wir    | 4:09  |
| 2  | Von Glas zu Glas  | 2:25  |
| 3  | Erinnerungen      | 4:23  |
| 4  | Bomberpilot       | 3:17  |
| 5  | Dick + Durstig    | 2:12  |
| 6  | Falsche Propheten | 3:59  |
| 7  | Am Morgen danach  | 3:42  |
| 8  | Schöner Tag       | 3:17  |
| 9  | Heut Nacht        | 3:01  |
| 10 | !                 | 1:46  |

#### Kneipenterroristen
| #  | Titel              | Länge |
| -- | ------------------ | ----- |
| 1  | Kneipenterroristen | 3:46  |
| 2  | Religion           | 3:44  |
| 3  | Lack und Leder     | 4:13  |
| 4  | So sind wir        | 3:45  |
| 5  | Tanz der Teufel    | 4:11  |
| 6  | 28                 | 4:27  |
| 7  | Guten Tag          | 4:31  |
| 8  | Nie Wieder         | 4:16  |
| 9  | Freddy Krüger      | 4:09  |
| 10 | Ein guter Freund   | 2:43  |

#### Es ist soweit
| #  | Titel                             | Länge |
| -- | --------------------------------- | ----- |
| 1  | 10 Jahre                          | 4:13  |
| 2  | Nekrophil                         | 4:01  |
| 3  | Wilde Jungs                       | 4:10  |
| 4  | Nichts ist für die Ewigkeit       | 5:33  |
| 5  | Wenn du einsam bist               | 4:14  |
| 6  | Keine ist wie du                  | 3:13  |
| 7  | Hast du Sehnsucht nach der Nadel? | 3:48  |
| 8  | Paradies                          | 3:37  |
| 9  | Das Leben ist ein Spiel           | 4:01  |
| 10 | Es ist soweit                     | 4:46  |
| 11 | Leiden                            | 3:58  |

#### Wir ham’ noch lange nicht genug
| #  | Titel                           | Länge |
| -- | ------------------------------- | ----- |
| 1  | Wir ham’ noch lange nicht genug | 4:52  |
| 2  | Eine dieser Nächte              | 4:17  |
| 3  | Das ist mein Leben              | 4:14  |
| 4  | Nur die Besten sterben jung     | 3:58  |
| 5  | Ganz egal                       | 5:10  |
| 6  | Zieh’ mit den Wölfen            | 4:08  |
| 7  | Zeig’ mir den Weg               | 3:57  |
| 8  | Das erste Blut                  | 3:52  |
| 9  | Wieder mal ’nen Tag verschenkt  | 4:07  |
| 10 | Ach, Sie suchen Streit          | 3:11  |
| 11 | 3′52″                           | 3:51  |
| 12 | Wir sind immer für euch da      | 4:01  |
| 13 | Wir sind nicht allein           | 4:22  |
| 14 | Lt. Stoned                      | 3:12  |

#### Heilige Lieder
| #  | Titel                                             | Länge |
| -- | ------------------------------------------------- | ----- |
| 1  | Intro Oratorium                                   | 1:31  |
| 2  | Heilige Lieder                                    | 4:44  |
| 3  | Buch der Erinnerung                               | 4:37  |
| 4  | Nenn’ mich wie du willst                          | 4:22  |
| 5  | Ich bin in dir                                    | 3:51  |
| 6  | Scheißegal                                        | 2:36  |
| 7  | Diese Lieder…                                     | 5:12  |
| 8  | Gestern war heute noch morgen                     | 3:50  |
| 9  | Schließe deine Augen (und sag’ mir was du siehst) | 5:28  |
| 10 | Gehasst, verdammt, vergöttert                     | 3:06  |
| 11 | Ein langer Weg                                    | 4:20  |
| 12 | Noreia                                            | 3:24  |
| 13 | Der Schrei nach Freiheit                          | 3:45  |
| 14 | Angst ist nur ein Gefühl                          | 4:38  |
| 15 | Wir schreiben Geschichte                          | 4:02  |

### 1993–2000

#### Weiß
| #  | Titel                         | Länge |
| -- | ----------------------------- | ----- |
| 1  | Lieber stehend sterben        | 4:00  |
| 2  | Entfache dieses Feuer         | 4:21  |
| 3  | Das Wunder der Persönlichkeit | 5:15  |
| 4  | Fahrt zur Hölle               | 3:33  |
| 5  | Alles F.a.M.                  | 3:38  |
| 6  | Willkommen                    | 3:08  |
| 7  | Für immer                     | 5:38  |
| 8  | Deutschland im Herbst         | 4:34  |
| 9  | Es                            | 4:33  |
| 10 | Sie hat ’nen Motor            | 2:57  |
| 11 | Tribute to Stevie             | 1:51  |
| 12 | Schöne neue Welt              | 4:38  |

#### Schwarz
| #  | Titel                       | Länge |
| -- | --------------------------- | ----- |
| 1  | Erkennen Sie die Melodie    | 4:07  |
| 2  | Wenn wir einmal Engel sind  | 4:00  |
| 3  | So geht's dir (Deine Hölle) | 3:10  |
| 4  | Der Himmel kann warten      | 4:11  |
| 5  | Ich bin wie ich bin         | 4:49  |
| 6  | Das Messer und die Wunde    | 3:17  |
| 7  | 1000 Fragen                 | 5:00  |
| 8  | Ich bin du                  | 3:38  |
| 9  | Worte der Freiheit          | 5:28  |
| 10 | Das Rätsel des Lebens       | 3:36  |
| 11 | Baja                        | 8:54  |

#### Hier sind die Onkelz
| #  | Titel                                  | Länge |
| -- | -------------------------------------- | ----- |
| 1  | Hier sind die Onkelz                   | 4:37  |
| 2  | Finde die Wahrheit                     | 4:03  |
| 3  | Danke für nichts                       | 3:39  |
| 4  | Ich                                    | 3:49  |
| 5  | Nichts ist für immer da                | 5:27  |
| 6  | Wer nichts wagt, kann nichts verlieren | 3:42  |
| 7  | Ich mache, was ich will                | 5:53  |
| 8  | Du kannst alles haben                  | 3:46  |
| 9  | Viel zu jung                           | 3:58  |
| 10 | Das Problem bist du                    | 3:51  |
| 11 | Lasst es uns tun                       | 3:15  |
| 12 | H                                      | 3:00  |

#### E.I.N.S.
| #  | Titel                                       | Länge |
| -- | ------------------------------------------- | ----- |
| 1  | Danket dem Herrn                            | 4:05  |
| 2  | Nichts ist so hart wie das Leben            | 3:44  |
| 3  | Wie tief willst du noch sinken              | 5:14  |
| 4  | Ihr sollt den Tag nicht vor dem Abend loben | 4:20  |
| 5  | Zu nah an der Wahrheit                      | 6:19  |
| 6  | Meister der Lügen                           | 4:22  |
| 7  | Kirche                                      | 5:37  |
| 8  | Flammen                                     | 4:14  |
| 9  | Koma – Eine Nacht, die niemals endet        | 4:57  |
| 10 | Auf gute Freunde                            | 5:18  |
| 11 | Regen                                       | 8:41  |
| 12 | Zeit zu gehn                                | 3:47  |
| 13 | Enie Tfahcstob rüf Ediona-rap               | 3:48  |

#### Viva los Tioz
| #  | Titel                                   | Länge |
| -- | --------------------------------------- | ----- |
| 1  | Matapalo – Parte Uno                    | 3:18  |
| 2  | Viva los Tioz                           | 3:56  |
| 3  | Leere Worte                             | 4:23  |
| 4  | Weit weg                                | 5:20  |
| 5  | Das Geheimnis meiner Kraft              | 3:49  |
| 6  | Scheiße passiert                        | 4:27  |
| 7  | Terpentin                               | 3:57  |
| 8  | Ohne mich                               | 5:49  |
| 9  | Der Platz neben mir – Part I + II       | 10:41 |
| 10 | Der Preis des Lebens                    | 7:04  |
| 11 | Bin ich nur glücklich, wenn es schmerzt | 5:38  |
| 12 | Wenn du wirklich willst                 | 5:45  |
| 13 | Matapalo – Parte Dos                    | 3:02  |

#### Ein böses Märchen … aus tausend finsteren Nächten
| #  | Titel                   | Länge |
| -- | ----------------------- | ----- |
| 1  | Onkelz 2000             | 4:12  |
| 2  | Dunkler Ort             | 4:13  |
| 3  | Exitus                  | 3:53  |
| 4  | Schutzgeist der Scheiße | 4:47  |
| 5  | Lüge                    | 3:43  |
| 6  | Knast                   | 5:44  |
| 7  | C'est la vie            | 4:24  |
| 8  | Danke                   | 3:22  |
| 9  | Es ist wie es ist       | 2:54  |
| 10 | Zuviel                  | 5:11  |
| 11 | Gesichter des Todes     | 4:34  |
| 12 | Panamericana            | 6:12  |

### 2002–2020

#### Dopamin
| #  | Titel                            | Länge |
| -- | -------------------------------- | ----- |
| 1  | Die Firma                        | 4:18  |
| 2  | Narben                           | 4:21  |
| 3  | Macht für den der sie nicht will | 4:32  |
| 4  | Mutier mit mir                   | 4:09  |
| 5  | Keine Amnestie für MTV           | 3:05  |
| 6  | Wie kann das sein                | 3:16  |
| 7  | Nr. 1                            | 3:53  |
| 8  | Stand der Dinge                  | 5:13  |
| 9  | Ich weiß wo du wohnst            | 2:31  |
| 10 | Keine Zeit                       | 3:15  |
| 11 | Jetzt oder nie                   | 4:01  |
| 12 | Nur wenn ich besoffen bin        | 3:53  |

#### Adios
| #  | Titel                       | Länge |
| -- | --------------------------- | ----- |
| 1  | Feuer                       | 3:34  |
| 2  | Immer auf der Suche         | 2:58  |
| 3  | Superstar                   | 2:30  |
| 4  | Sowas hat man…              | 5:01  |
| 5  | Ja, ja                      | 3:35  |
| 6  | Lass mich gehn              | 4:01  |
| 7  | Fang mich                   | 2:47  |
| 8  | Einmal                      | 4:20  |
| 9  | Kinder dieser Zeit          | 3:04  |
| 10 | Hass-tler                   | 4:24  |
| 11 | Onkelz vs. Jesus            | 3:31  |
| 12 | Überstimuliert              | 3:59  |
| 13 | Prinz Valium                | 2:47  |
| 14 | Ihr hättet es wissen müssen | 5:21  |
| 15 | A.D.I.O.Z.                  | 5:12  |

#### Memento
| #  | Titel                                    | Länge |
| -- | ---------------------------------------- | ----- |
| 1  | Gott hat ein Problem                     | 5:01  |
| 2  | Frei                                     | 4:23  |
| 3  | Markt und Moral                          | 3:55  |
| 4  | Jeder kriegt was er verdient             | 4:49  |
| 5  | Mach’s dir selbst                        | 3:31  |
| 6  | Irgendwas für nichts                     | 3:26  |
| 7  | Wo auch immer wir stehen                 | 6:38  |
| 8  | Es ist sinnlos mit sich selbst zu spaßen | 4:40  |
| 9  | Der Junge mit dem Schwefelholz           | 7:43  |
| 10 | Nach allen Regeln der Sucht              | 5:05  |
| 11 | Auf die Freundschaft                     | 4:09  |
| 12 | 52 Wochen                                | 3:18  |

#### Böhse Onkelz
| #  | Titel                               | Länge |
| -- | ----------------------------------- | ----- |
| 1  | Prolog                              | 0:34  |
| 2  | Kuchen und Bier                     | 4:30  |
| 3  | Des Bruders Hüter                   | 4:22  |
| 4  | Ein Hoch auf die Toten              | 4:19  |
| 5  | Prawda                              | 4:14  |
| 6  | Saufen ist wie Weinen               | 4:28  |
| 7  | Wie aus der Sage                    | 5:13  |
| 8  | Du hasst mich! Ich mag das!         | 4:12  |
| 9  | Rennt!                              | 4:46  |
| 10 | Wer schön sein will muss lachen     | 5:41  |
| 11 | Der Hund den keiner will            | 3:30  |
| 12 | Flügel für dich                     | 4:29  |
| 13 | Die Erinnerung tanzt in meinem Kopf | 4:45  |

### Kuriositäten

#### Onkelz wie wir… (Neuaufnahme)
Das Album wurde ursprünglich am 2. November 2007 wiederveröffentlicht. Weil die Rechte der Originalaufnahme durch den Vertrag nicht bei den Onkelz, sondern bei Metal Enterprises lagen, wurden alle Songs des Albums neu eingespielt und mit einem neuen Cover veröffentlicht.
| #  | Titel             | Länge |
| -- | ----------------- | ----- |
| 1  | Onkelz wie wir    | 4:13  |
| 2  | Von Glas zu Glas  | 2:28  |
| 3  | Erinnerungen      | 4:23  |
| 4  | Bomberpilot       | 3:10  |
| 5  | Dick + Durstig    | 2:14  |
| 6  | Falsche Propheten | 3:58  |
| 7  | Am Morgen danach  | 3:56  |
| 8  | Schöner Tag       | 3:14  |
| 9  | Heut Nacht        | 2:53  |
| 10 | !                 | 1:48  |

#### 35 Jahre Böhse Onkelz – Symphonien und Sonaten
CD 1
| #  | Titel                            | Länge |
| -- | -------------------------------- | ----- |
| 1  | Dunkler Ort                      | 4:12  |
| 2  | Der Platz neben mir              | 8:15  |
| 3  | Macht für den der sie nicht will | 4:23  |
| 4  | Ich bin in dir                   | 4:34  |
| 5  | Freddy Krüger                    | 4:01  |
| 6  | Kirche                           | 4:43  |
| 7  | Wieder mal ’nen Tag verschenkt   | 4:08  |
| 8  | Regen                            | 5:25  |
| 9  | Nichts ist für die Ewigkeit      | 5:11  |
| 10 | Nur die Besten sterben jung      | 3:58  |

CD 2
| #  | Titel                                  | Länge |
| -- | -------------------------------------- | ----- |
| 1  | Wir ham’ noch lange nicht genug        | 4:57  |
| 2  | Nekrophil                              | 4:11  |
| 3  | 28                                     | 4:28  |
| 4  | Bin ich nur glücklich wenn es schmerzt | 5:39  |
| 5  | Koma                                   | 5:02  |
| 6  | Tanz der Teufel                        | 4:00  |
| 7  | Erinnerungen                           | 5:20  |
| 8  | Panamericana                           | 6:13  |
| 9  | Der Himmel kann warten                 | 4:23  |
| 10 | Baja                                   | 8:31  |

#### 30 Jahre Kneipenterroristen (Neuaufnahme)
Das Album wurde zum 30-jährigen Jubiläum neu eingespielt und am 10. Oktober 2018 wiederveröffentlicht. Neben den zehn regulären Liedern beinhaltet die Neuveröffentlichung auch die Songs Könige für einen Tag und Lügenmarsch, die zuvor auf der EP Lügenmarsch von 1989 enthalten waren.
| #  | Titel                | Länge |
| -- | -------------------- | ----- |
| 1  | Kneipenterroristen   | 3:48  |
| 2  | Religion             | 3:41  |
| 3  | Lack und Leder       | 4:16  |
| 4  | So sind wir          | 3:41  |
| 5  | Tanz der Teufel      | 4:07  |
| 6  | 28                   | 4:21  |
| 7  | Guten Tag            | 4:29  |
| 8  | Nie Wieder           | 4:14  |
| 9  | Freddy Krüger        | 4:06  |
| 10 | Ein guter Freund     | 2:49  |
| 11 | Könige für einen Tag | 4:06  |
| 12 | Lügenmarsch          | 4:18  |

#### Gehasst, verdammt, vergöttert – Remixe
Das Best-of-Album Gehasst, verdammt, vergöttert … die letzten Jahre von 1994 enthielt mehrere Remixe und Neuaufnahmen sowie ein zuvor unveröffentlichtes Lied.
| # | Titel                                 | Länge |
| - | ------------------------------------- | ----- |
| 1 | Mexico (Neuaufnahme)                  | 2:51  |
| 2 | Ich lieb mich (Neuaufnahme)           | 1:24  |
| 3 | Erinnerungen (Neuaufnahme)            | 4:23  |
| 4 | Worte der Freiheit (Remix)            | 5:40  |
| 5 | Das ist mein Leben (Remix)            | 3:16  |
| 6 | Die Böhsen Onkelz geben sich die Ehre | 4:25  |
| 7 | Nenn mich wie du willst (Remix)       | 3:29  |
| 8 | Entfache dieses Feuer (Remix)         | 3:15  |

#### Mexico/Lügenmarsch
Die CD enthält die komplette EP Mexico (1985) und die beiden Titel Lügenmarsch und Könige für einen Tag von der EP Lügenmarsch (1989)
| # | Titel                    | Länge |
| - | ------------------------ | ----- |
| 1 | Mexico                   | 4:14  |
| 2 | Das Tier in mir          | 4:10  |
| 3 | Stolz (schnelle Version) | 2:42  |
| 4 | Stöckel & Strapse        | 3:08  |
| 5 | In jedem Arm ’ne…        | 4:26  |
| 6 | Gesetze der Straße       | 4:02  |
| 7 | Könige für einen Tag     | 4:09  |
| 8 | Lügenmarsch              | 4:26  |

#### Demos / Kuriositäten
Die CD beinhaltet das erste Demo sowie weitere Fundstücke, B-Seiten und Instrumentalversionen.
| #  | Titel                                                                   | Länge |
| -- | ----------------------------------------------------------------------- | ----- |
| 1  | Bruno Baumann (Demo)                                                    |       |
| 2  | Ich lieb mich (Demo)                                                    |       |
| 3  | Idiot (Demo)                                                            |       |
| 4  | Deutsche Welle (Demo)                                                   |       |
| 5  | Hippies (Demo)                                                          |       |
| 6  | Religion (Demo)                                                         |       |
| 7  | Ich mag (Demo)                                                          |       |
| 8  | Hässlich (Demo)                                                         |       |
| 9  | Coz I Luv You (Cover von Slade)                                         |       |
| 10 | Je T'aime ... Moi Non Plus (Cover von Serge Gainsbourg und Jane Birkin) |       |
| 11 | My Generation (Cover von The Who)                                       |       |
| 12 | Alkohol (Bonus Mix/Festhallenchor)                                      |       |
| 13 | Wir bleiben                                                             |       |
| 14 | Benutz mich                                                             |       |
| 15 | Weiß                                                                    |       |
| 16 | 11/97 (Instrumental)                                                    |       |
| 17 | Festhallen Jam (Instrumental)                                           |       |
| 18 | Prinz Valium (Instrumental)                                             |       |
| 19 | 6:55 Memento Session (Instrumental)                                     |       |

#### Lost Songs
Die Lieder der 25. CD Lost Songs wurden bei der Erstveröffentlichung des Boxsets auf Vinyl vergessen.
| # | Titel                                         | Länge |
| - | --------------------------------------------- | ----- |
| 1 | Signum des Verrats (Version 2000)             |       |
| 2 | Ich bin in dir (Version 2001)                 |       |
| 3 | Wieder mal ’nen Tag verschenkt (Version 2001) |       |
| 4 | Ein Mensch wie du und ich (Version 2001)      |       |
| 5 | Das Tier in mir (Version 2001)                |       |
| 6 | Heut Nacht (Version 2001)                     |       |
| 7 | Intro Tour 1996                               |       |